# Eternal (альбом War of Ages)
| Оценки критиков | Оценки критиков |
| Источник        | Оценка          |
| --------------- | --------------- |
| Allmusic        | ссылка          |
| DecoyMusic      | ссылка          |

Eternal — пятый полноформатный альбом христианской металкор-группы War of Ages, выпущен 13 апреля 2010 года в США.

## Об альбоме
Работа над альбомом началась в конце 2009 года. В альбоме Eternal, War Of Ages вновь решили объединиться с Daniel Castleman и Tim Lambesis на Lambesis Studios, где они записали свой предыдущий альбом Arise & Conquer. Eternal это следующий шаг для качественных песен.
Альбом одновременно мелодичный, но и агрессивный. К тому же времени из группы ушли некоторые из участников — Nate Owensby, Kang Garnic, Rob Kerner и т. д.

«Процесс записи для нового альбома был „совершенно своевременным и при условии выпуска на личном уровне“ говорит вокалист Leroy Hamp.»

 Продажа альбома составило более 60,000, гастроли по Европе и США. В альбоме участвовали Sonny Sandoval на песне «Eternal», Tim Lambezis на песне «Desire».
В песне «Desire» на вокале отметился Тим Ламбезис из As I Lay Dying. Он выступил с почетной миссией: разбавил вполне сносный голос, действительно душераздирающим и крышесрывающим металкорным блевом в микрофон. На заглавной «Eternal» душевный райм зачитал вокалист P.O.D. Sonny Sandoval. Техника и мелодика приятно сочетаются дополняя общую картину. Скрим с переходом на чистый вокал и обратно. Это небольшой музыкальный шаг вперед.

## Список композиций
Все песни, написаны War of Ages / Mounden Music (ASCAP), Все тексты песен написаны Leroy Hamp / Vernonhamp Music (ASCAP)
| №   | Название                                                | Длительность |
| --- | ------------------------------------------------------- | ------------ |
| 1.  | «Collapse»                                              | 4:05         |
| 2.  | «Desire» (Feat Tim Lambesis из As I Lay Dying)          | 2:55         |
| 3.  | «Failure»                                               | 4:31         |
| 4.  | «My Resting Place»                                      | 3:04         |
| 5.  | «Eternal» (Featuring Sonny Sandoval из P.O.D.)          | 3:30         |
| 6.  | «Indecision»                                            | 3:33         |
| 7.  | «Lack Of Clarity» (Feat Josh Gilbert из As I Lay Dying) | 3:49         |
| 8.  | «The Fallen»                                            | 3:38         |
| 9.  | «Your Betrayal»                                         | 2:56         |
| 10. | «Instrumental»                                          | 3:49         |

## Участники записи

### War of Ages
- Leroy Hamp — вокал
- Steve Brown — гитара, бэк-вокал
- Branon Бернатович — ритм-гитара, бэк-вокал
- T.J. Alford — бас-гитара, бэк-вокал
- Alex Hamp — ударные

### Участвовали
- Продюсер Tim Lambesis, War of Ages
- Разработан Daniel Castleman, Kelly Cairns
- Мастеринг Troy Glessner на Spectre Studio